# Julie Night
Julie Night (ur. 2 lipca 1978 w Long Beach) – amerykańska aktorka filmów pornograficznych.

## Wczesne lata
Urodziła się w Long Beach w stanie Kalifornia. Wychowywała się w Los Angeles z matką. Po ukończeniu liceum, uczęszczała do college’u w Północnej Kalifornii. Studiowała elektrotechnikę na California State University w Long Beach. Podjęła pracę jako striptizerka w Los Angeles, aby zapłacić za studia. 

## Kariera w branży porno
Debiutowała w filmie w roku 2001. Po raz pierwszy wzięła udział w scenie seksu podwójnej penetracji w filmie Amazing Double Anal Excursions 4 (2002). Następnie wystąpiła w produkcjach Adam & Eve, Anarchy, Back End Films, Bizarre Video, Black Widow Productions, Caballero Home Video, Dead Men Hanging, Digital Sin, Elegant Angel, Eros Media, Evil Angel, Evolution Erotica, Extreme Associates, Explosive Pictures, Hustler Video, JM Productions, Legend Video, Kick Ass Pictures, Metro, New Sensations, Platinum X Pictures, Red Light District, Sensational Video, Sinsation Pictures, Sin City, Sweet Pictures, Totally Tasteless, Vivid, West Coast Productions i Wildlife.
Gościła także w telewizyjnym filmie dokumentalnym The Porn King Versus the President (2004) z udziałem byłego spikera Izby Reprezentantów Stanów Zjednoczonych Dennisa Hasterta.
W latach 2006–2009, 2011 i 2013 pracowała dla Kink.com w scenach BDSM z Markiem Davisem, Cydem Blackiem, Maxem Tibbsem, Rodem Barrym, Lewem Rubensem, Daną DeArmond, Sandrą Romain, Tory Lane, Harmony Rose, Natali DeMore, Phoebe, Vendettą, Dee Williams, Christina Carter, Devaun, Keeani Lei, Kat i Princess Donną.
W jej filmografii są tytuły takie jak Tongue and Cheek 1 (2003) z Brianem Surewoodem, Teen Patrol 4 (2003)/Ass Masters 2 (2006) z Benem Englishem, Fit to Be Tied (2005) z Tommym Gunnem, Neo Pornographia 1 (2005) z Anthonym Hardwoodem, Mikiem Fosterem i Frankiem Gunem, Ass Feast 2 (2005) z Andreą Moranty, Jamaican Vacation (2006) z Krisem Slaterem czy Belladonna: Baby on Board (2015) z Belladonną.
W 2008 była nominowana do AVN Award w dwóch kategoriach: najlepsza scena seksu grupowego – wideo i najbardziej skandaliczna scena seksu.

## Nagrody
| Rok  | Nagroda    | Kategoria                                              | Film                                               | Inni wykonawcy                            |
| ---- | ---------- | ------------------------------------------------------ | -------------------------------------------------- | ----------------------------------------- |
| 2004 | XRCO Award | Superzdzira                                            | -                                                  | -                                         |
| 2004 | XRCO Award | Najlepsza scena triolizmu (chłopak/chłopak/dziewczyna) | Mason’s Dirty TriXXX 2: Necessary Roughness (2002) | Steve Holmes i Manuel Ferrara             |
| 2004 | AVN Award  | Najbardziej szokująca scena                            | Perverted Stories: The Movie (2003)                | Mr. Pete i Maggie Star                    |
| 2004 | AVN Award  | Najlepsza scena seksu grupowego - wideo                | Back 2 Evil (2003)                                 | Ashley Long, Manuel Ferrara i Nacho Vidal |
| 2005 | XRCO Award | Najlepsza scena seksu grupowego                        | Baker’s Dozen 2 (2004)                             | Missy Monroe, Kami Andrews i 12 chłopaków |